# Культурно-выставочный центр «Башня» (Йошкар-Ола)
Культурно-выставочный центр «Башня» (Йошкар-Ола) — музей современного искусства, располагающийся в городе Йошкар-Оле — столице Республики Марий Эл. Является структурным подразделением Национального музея Республики Марий Эл имени Тимофея Евсеева.

## История
Торжественно открылся 12 июня 2018 года, в День России. Свою деятельность центр начал с запуска интерактивной выставки «Мариэльцы». Организатором проекта выступил Национальный музей Республики Марий Эл имени Тимофея Евсеева. Первоначальное название ― Культурно-выставочный центр «Благовещенская башня».

30 апреля 2021 года после реэкспозиции был переименован в Культурно-выставочный центр «Башня». На открытии обновлённого центра выступил министр культуры, печати и по делам национальностей Республики Марий Эл К. А. Иванов:
«Это настоящее пространство современного искусства республики и межнационального мира, пространство, которое динамично развивается, динамично трансформируется».
В ноябре 2023 года была проведена реэкспозиция с созданием нового выставочного пространства и открытием фотовыставки «Любовь и эпохи перемен».

## Здание
Располагается на Площади Республики и Пресвятой Девы Марии на 3 этаже Благовещенской башни — главной башни комплекса набережной Йошкар-Олы, возведённой в 2007 году и имеющей высоту 55 м.
В центре ― 2 выставочных зала, где организуются различные выставки и мероприятия с участием творческой молодёжи. Для создания фотовыставок также задействуются лестничные пролёты.

## Деятельность
Центр можно назвать уникальным для Республики Марий Эл, так как он ориентируется на репрезентацию актуального искусства в среде современной молодежи и стремится показать республику сквозь призму традиций и культур проживающих здесь народов глазами креативных молодых людей.
В создании приняли участие молодые фотографы, художники, скульпторы, актеры, музыканты, режиссеры, дизайнеры, стремящиеся продемонстрировать свое творчество жителям и гостям марийской столицы. Деятельность центра вышла за границы традиционных форм, стандартов и даже границ: в «Башне» размещаются и работы художников из стран СНГ!
Ярким проектом 2020—2021 года стал проект «Поликультурная Марий Эл» с участием музеев всех муниципальных районов региона, представлявших свою истории и традиции. На открытии центра после реэкспозиции в апреле 2021 года вниманию гостей были представлены выставки картин, фотографий, модной национальной одежды, а также уличный проект «Краски города».
2 мая 2023 года в культурно-выставочном центре открылся выставочный проект «Времени нет». В свой пятый юбилейный год «Башня» пригласила всех желающих к диалогу о философии времени. Здесь были представлены как уже известные авторские работы последних лет, так и созданные специально для проекта: фотографии, живопись, графический дизайн и инсталляции, раскрывавшие тему времени в экзистенциализме.
В центре ежегодно организуются различные выставки, от художественных до фотовыставок. Также здесь проводятся различные мероприятия с участием активной творческой молодёжи: концерты, литературные вечера, встречи и слёты творческих сообществ, экскурсии и квесты для подрастающего поколения, семинары и тренинги для специалистов и многое другое.